# Ergun
Ergun är en stad på häradsnivå som lyder under Hulunbuirs stad på prefekturnivå i den autonoma regionen Inre Mongoliet i norra Kina. Den ligger omkring 1 400 kilometer nordost om regionhuvudstaden Hohhot. 